# Badminton-Europapokal 2007
Die 30. Auflage Badminton-Europapokals fand 2007 im niederländischen Amersfoort statt. Das gastgebende Team von BC Amersfoort erreichte bei seiner ersten Teilnahme das Endspiel, unterlag dort aber NL Primorye Vladivostok, dem Favoriten aus Russland, nach engem Spiel mit 2:4. Der deutsche Meister verzichtete auf die Teilnahme.

## Die Ergebnisse
| Gruppe A                                   |     |                                    |
| SHVSM Charkow                              | 6–1 | Helsinki Tapion Sulka              |
| ToB Reykjavík                              | 4–3 | W&L                                |
| Helsinki Tapion Sulka                      | 0–7 | BC Amersfoort                      |
| SHVSM Charkow                              | 5–2 | W&L                                |
| SHVSM Charkow                              | 4–3 | ToB Reykjavík                      |
| ToB Reykjavík                              | 0–7 | BC Amersfoort                      |
| SHVSM Charkow                              | 0–7 | BC Amersfoort                      |
| Helsinki Tapion Sulka                      | 5–2 | W&L                                |
| Helsinki Tapion Sulka                      | 3–4 | ToB Reykjavík                      |
| W&L                                        | 1–6 | BC Amersfoort                      |
| Gruppe B                                   |     |                                    |
| Ego Spor Club                              | 2–5 | Issy-les-Moulineaux Badminton Club |
| BC La Chaux-de-Fonds                       | 1–6 | Kastrup-Magleby BK                 |
| IBMC Issy-les-Moulineaux                   | 4–3 | BC La Chaux-de-Fonds               |
| Kastrup-Magleby BK                         | 5–2 | BK-1973 Deltacar Benatky           |
| IBMC Issy-les-Moulineaux                   | 6–1 | BK-1973 Deltacar Benatky           |
| BC La Chaux-de-Fonds                       | 6–1 | Ego Spor Club                      |
| BK-1973 Deltacar Benatky                   | 3–4 | BC La Chaux-de-Fonds               |
| Ego Spor Club                              | 1–6 | Kastrup-Magleby BK                 |
| BK-1973 Deltacar Benatky                   | 2–5 | Ego Spor Club                      |
| IBMC Issy-les-Moulineaux                   | 3–4 | Kastrup-Magleby BK                 |
| Gruppe C                                   |     |                                    |
| UD de Santana                              | 7–0 | BC Jonglenster                     |
| CB Rinconada                               | 3–4 | NL Primorye Vladivostok            |
| BC Jonglenster                             | 0–7 | NL Primorye Vladivostok            |
| UD de Santana                              | 3–4 | CB Rinconada                       |
| BC Jonglenster                             | 0–7 | CB Rinconada                       |
| UD de Santana                              | 0–7 | NL Primorye Vladivostok            |
| Viertelfinale                              |     |                                    |
| CB Rinconada                               | 4–1 | IBMC Issy-les-Moulineaux           |
| SHVSM Charkow                              | 3–4 | NL Primorye Vladivostok            |
| Freilos: BC Amersfoort, Kastrup-Magleby BK |     |                                    |
| Halbfinale                                 |     |                                    |
| BC Amersfoort                              | 4–2 | CB Rinconada                       |
| NL Primorye Vladivostok                    | 4–1 | Kastrup-Magleby BK                 |
| Platz 3/4                                  |     |                                    |
| CB Rinconada                               | 4–3 | Kastrup-Magleby BK                 |
| Finale                                     |     |                                    |
| NL Primorye Vladivostok                    | 4–2 | BC Amersfoort                      |

## Finalergebnis
| Disziplin    | Primorye                       | BC Amersfoort               | 4–2               |
| ------------ | ------------------------------ | --------------------------- | ----------------- |
| Mixed        | Evgeny Dremin Valeria Sorokina | Eric Pang Lotte Bruil       | 21–12, 22–20      |
| Dameneinzel  | Evgeniya Dimova                | Yao Jie                     | 7–21, 11–21       |
| Dameneinzel  | Nina Vislova                   | Larisa Griga                | 21–17, 21–12      |
| Herreneinzel | Stanislav Pukhov               | Dicky Palyama               | 21–13, 21–18      |
| Herreneinzel | Sergey Lunev                   | Eric Pang                   | 14–21, 14–21      |
| Damendoppel  | Nina Vislova Valeria Sorokina  | Yao Jie Lotte Bruil         | 21–16, 21–10      |
| Herrendoppel | Alexey Vasiliev Evgeny Dremin  | Dicky Palyama Joéli Residay | nicht ausgetragen |